# Mäkärajärvet
Mäkärajärvet är en sjö i Kiruna kommun i Lappland och ingår i Torneälvens huvudavrinningsområde. Sjön har en area på 0,0827 kvadratkilometer och ligger 333,4 meter över havet.

## Delavrinningsområde
Mäkärajärvet ingår i det delavrinningsområde (753325-171396) som SMHI kallar för Ovan VDRID = Soutusjoki i Torneälvens vattendrags*. Medelhöjden är 336 meter över havet och ytan är 14,51 kvadratkilometer. Räknas de 328 avrinningsområdena uppströms in blir den ackumulerade arean 6 189,77 kvadratkilometer. Avrinningsområdets utflöde Torneälven (Kamajåkka) mynnar i havet. Avrinningsområdet består mestadels av skog (73 procent) och sankmarker (20 procent). Avrinningsområdet har 0,96 kvadratkilometer vattenytor vilket ger det en sjöprocent på 6,6 procent.